# جون بي. روز
جون بي. روز (بالإنجليزية: John B. Rose)‏ هو سياسي أمريكي، ولد في 14 أبريل 1875، وتوفي في 1 مارس 1949. حزبياً، نشط في الحزب الجمهوري. وقد انتخب عضو مجلس ولاية نيويورك.